# 13 august
ianuarie • februarie • martie  • aprilie  • mai  • iunie  • iulie  • august  • septembrie  • octombrie  • noiembrie  • decembrie
13 august este a 225-a zi a calendarului gregorian și a 226-a zi în anii bisecți. Mai sunt 140 de zile până la sfârșitul anului.

## Evenimente

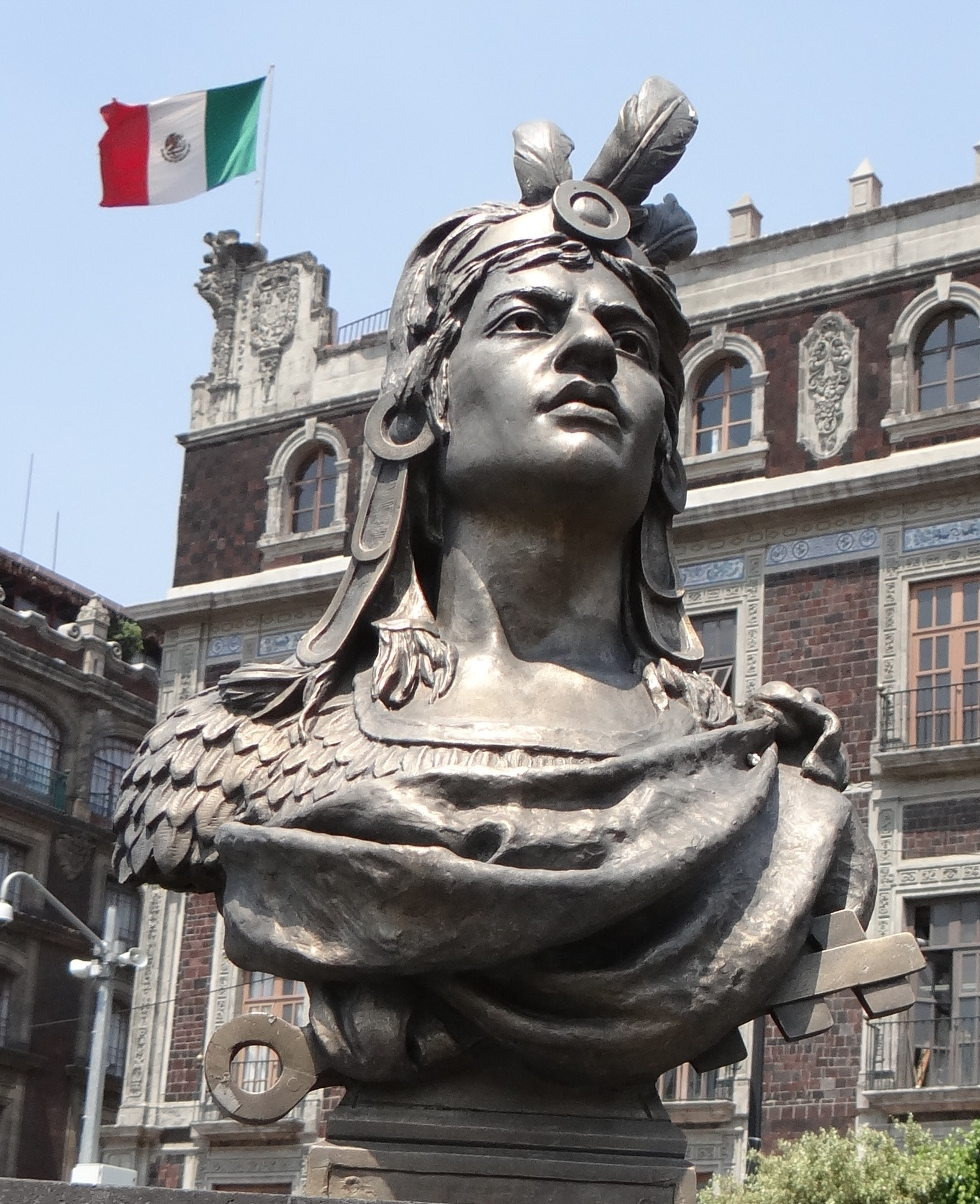
1521: După un asediu extins, forțele conduse de conquistadorul spaniol Hernán Cortés îl capturează pe conducătorul aztec Cuauhtémoc (foto) și cuceresc capitala aztecă Tenochtitlan.

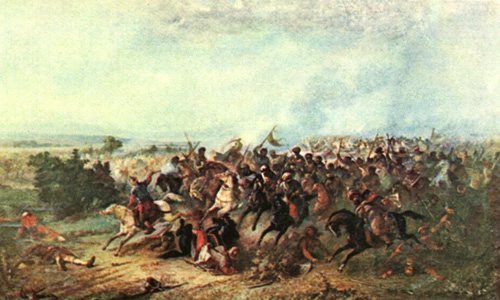
1595: Bătălia de la Călugăreni. Pictură de Theodor Aman.

- 0523: Ioan I devine noul Papă după decesul Papei Hormisdas.
- 1099: Papa Pascal al II-lea îi succede Papei Urban al II-lea ca cel de-al 160-lea papă.
- 1516: Se semnează Tratatul de la Noyon între Franța și Spania. Francisc I al Franței recunoaște pretenția lui Carol Quintul asupra Neapole, iar Carol recunoaște pretenția lui Francisc asupra Milano.
- 1521: După un asediu extins, forțele conduse de conquistadorul spaniol Hernán Cortés îl capturează pe conducătorul aztec Cuauhtémoc și cuceresc capitala aztecă Tenochtitlan.
- 1532: Unirea dintre Bretania și Franța: Ducatul de Bretania este absorbit în Regatul Franței.
- 1595: Bătălia de la Călugăreni (13-23 august). Mihai Viteazul a înfrânt oastea otomană condusă de marele vizir Sinan Pașa.
- 1624: Regele Ludovic al XIII-lea al Franței îl numește prim-ministru pe Cardinalul Richelieu.
- 1792: Regele Ludovic al XVI-lea al Franței este formal arestat de Tribunalul Național și declarat "inamic al poporului".
- 1862: Înființarea Ministerului Afacerilor Străine al României.
- 1868: Un cutremur de 8,5–9,0 Mw  a lovit Arica (pe atunci sudul Peru, astăzi în Chile) provocând peste 25.000 de morți și un tsunami distructiv care a afectat Hawaii și Noua Zeelandă.
- 1894: Chimistul Sir William Ramsay și fizicianul John William Strutt, lord Rayleigh, au anunțat la Oxford descoperirea unui nou gaz: argonul.
- 1905: Norvegia este independentă. Aproape 100% din alegători au votat printr-un referendum pentru dizolvarea Uniunii personale cu Suedia (doar 184 de alegători au votat în favoarea Uniunii).
- 1906: A fost creată Comisia Generală a Sindicatelor din România.
- 1920: A început Bătălia de la Varșovia, bătalia finală a războiului polono-sovietic, conflict care a început la scurtă vreme după încheierea Primului Război Mondial (1918).
- 1937: În timpul celui de-Al Doilea Război Chino-Japonez, începe bătălia de la Shanghai terminată cu capturarea orașului Shanghai de către japonezi.
- 1946: Delegația română la Conferința de pace de la Paris și-a expus punctul de vedere: recunoașterea calității de cobeligerantă, modificarea unor clauze economice și adeziunea la principiile Cartei ONU. României i s-a impus plata unor despăgubiri de război înrobitoare.
- 1960 Republica Centrafricană își declară independența față de Franța. David Dacko devine primul președinte.
- 1961: În noaptea de 12 spre 13 august a început ridicarea Zidului Berlinului. Separarea est germanilor de berlinezii din vest. A rezistat până la 9 noiembrie 1989.
- 2004: Deschiderea Jocurilor Olimpice din 2004 de la Atena.
- 2014: Onufrie Berezovski, mitropolit al Cernăuților și Bucovinei, a fost ales întâi-stătător al Bisericii Ortodoxe Ucrainene afiliate Patriarhiei Moscovei.

## Nașteri
- 1311: Alfonso al XI-lea al Castiliei (d. 1350)
- 1625: Rasmus Bartholin, matematician și medic danez (d. 1698)
- 1698: Louise Adélaïde de Orléans, nobilă franceză, Stareță de Chelles (d. 1743)
- 1717: Louis François, Prinț Conti (d. 1814)
- 1717: Louis François, Prinț Conti (d. 1776)
- 1743: Maria Elisabeta a Austriei (d. 1808)
- 1752: Maria Carolina a Austriei, soția regelui Ferdinand I al celor Două Sicilii (d. 1814)
- 1792: Adelaide de Saxa-Meiningen, regină a Regatului Unit (d. 1849)

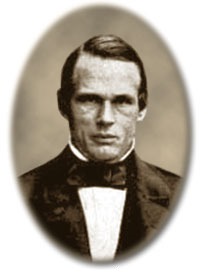
Anders Jonas Ångström, fizician și astronom suedez
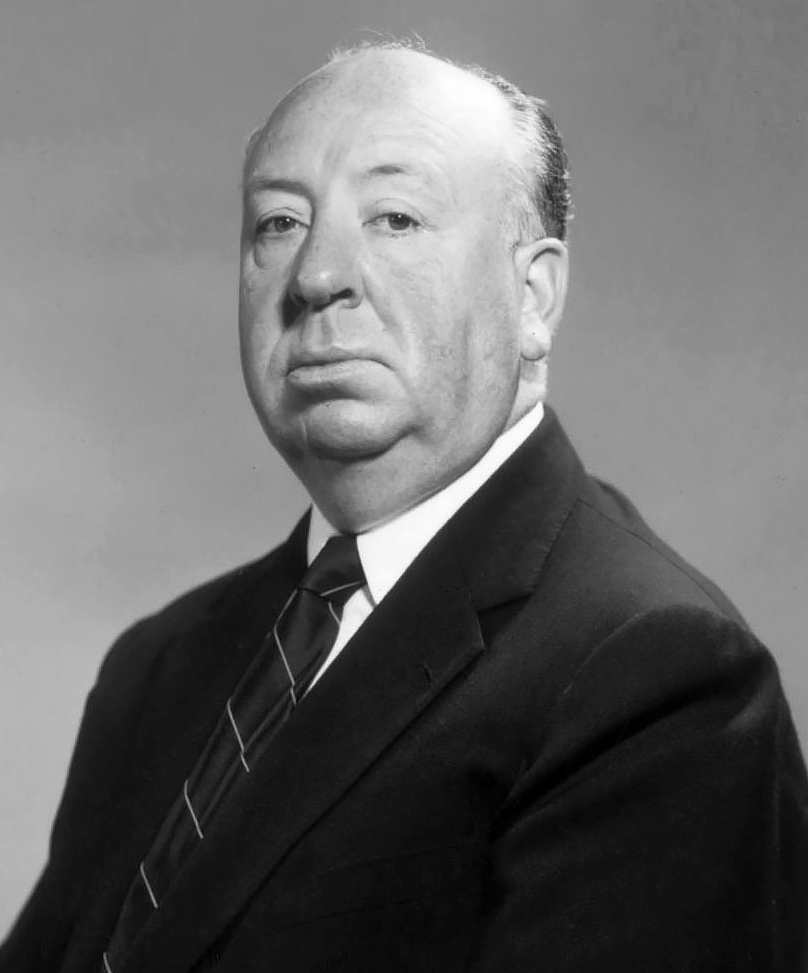
Alfred Hitchcock, regizor britanic
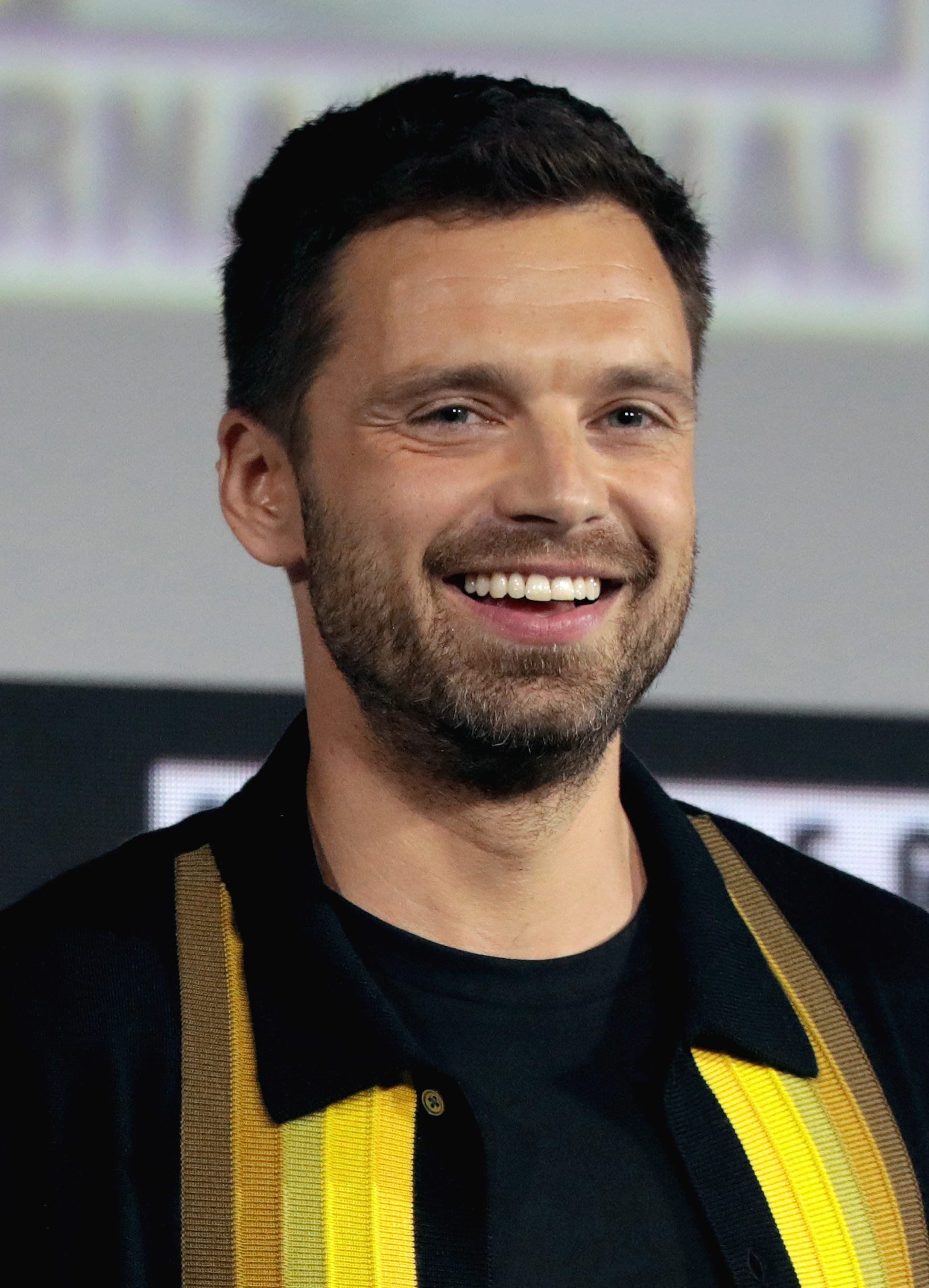
Sebastian Stan, actor american de origine română

- 1802: Nikolaus Lenau, poet german (d. 1850)
- 1803: Vladimir Odoievski, filosof și scriitor rus (d. 1869)
- 1814: Anders Jonas Ångström, fizician și astronom suedez (d. 1874)
- 1819: Sir George Gabriel Stokes, matematician și fizician irlandez (d. 1903)
- 1822: Heinrich Ludwig d'Arrest, astronom german (d. 1875)
- 1844: Johann Friederich Miescher, biochimist elvețian (d. 1895)
- 1859: Ion C. Constantineanu, micolog român (d. 1931)
- 1861: Cesare Burali-Forti, matematician italian (d. 1931)
- 1866: Giovanni Agnelli, om de afaceri italian, fondatorul firmei constructoare de mașini Fiat (d. 1945)
- 1872: Richard Willstatter, biochimist german, laureat al Premiului Nobel pentru chimie în 1915 (d. 1942)
- 1884: Hans Mattis-Teutsch, pictor expresionist, sculptor și grafician român de origine germană (d. 1960)
- 1888: John Logie Baird, inginer și inventator scoțian (d. 1946)
- 1890: Ellen Osiier, scrimeră daneză (d. 1962)
- 1893: Constantin Brăiloiu, etnomuzicolog și compozitor român (d. 1958)
- 1896: Roman Gul, scriitor rus (d. 1986)
- 1899: Alfred Hitchcock, regizor britanic (d. 1980)
- 1910: Vasile Chiroiu, fotbalist român (d. 1976)
- 1918: Frederick Sanger, medic și biochimist englez, laureat al Premiului Nobel pentru chimie în 1958 (d. 2013)
- 1924: Prințul Alexandru al Iugolslaviei  (d. 2016)
- 1926: Fidel Castro, avocat și politician cubanez, al 15-lea președinte al Cubei (d. 2016)
- 1928: Ion Lăncrănjan, prozator român (d. 1991)
- 1955: Ion Stan, politician român (d. 2018)
- 1959: Thomas Ravelli, fotbalist suedez
- 1961: Borjana Krišto, politiciană bosniacă de etnie croată, președintă a Consiliului de Miniștri al Bosniei și Herțegovinei din ianuarie 2023, a fost a 8-a președintă a Federației Bosniei și Herțegovinei (2007 - 2011)
- 1964: Kyoko Togawa, actriță și cântăreață japoneză (d. 2002)
- 1966: Sean Hood, scenarist american
- 1966: Robert Mistrík, chimist, om de știință, om de afaceri și politician slovac
- 1970: Alan Shearer, fotbalist englez
- 1973: Olesea Jurakivska, actriță ucraineană
- 1974: Joe Perry, jucător englez de snooker
- 1977: Adrian Ghenie, pictor român
- 1982: Sebastian Stan, actor american de origine română
- 1984: Niko Kranjčar, fotbalist croat
- 1988: Eva-Maria Brem, schioare austriacă
- 1992: Lois Abbingh, handbalistă olandeză
- 1992: Collins Faï, fotbalist camerunez
- 1992: Lucas Moura, fotbalist brazilian
- 1993: Kamil Ibraghimov, scrimer rus

## Decese
- 1699: Marco d’Aviano, călugăr capucin (n. 1631)
- 1745: Ernest Frederic al II-lea, Duce de Saxa-Hildburghausen (n. 1707)
- 1826: René Laënnec, medic francez (n. 1781)
- 1863: Eugène Delacroix, pictor, desenator, gravor și litograf francez (n. 1798)
- 1865: Ignaz Semmelweis, medic maghiar (n. 1818)
- 1865: Infantele Francisco de Paula al Spaniei (n. 1794)
- 1896: John Everett Millais, pictor englez (n. 1829)
- 1901: Domenico Morelli, pictor italian (n. 1823)
- 1906: Ioan Axente Sever, revoluționar român din Transilvania (n. 1821)
- 1910: Florence Nightingale, infirmieră britanică, statistician (n. 1820)

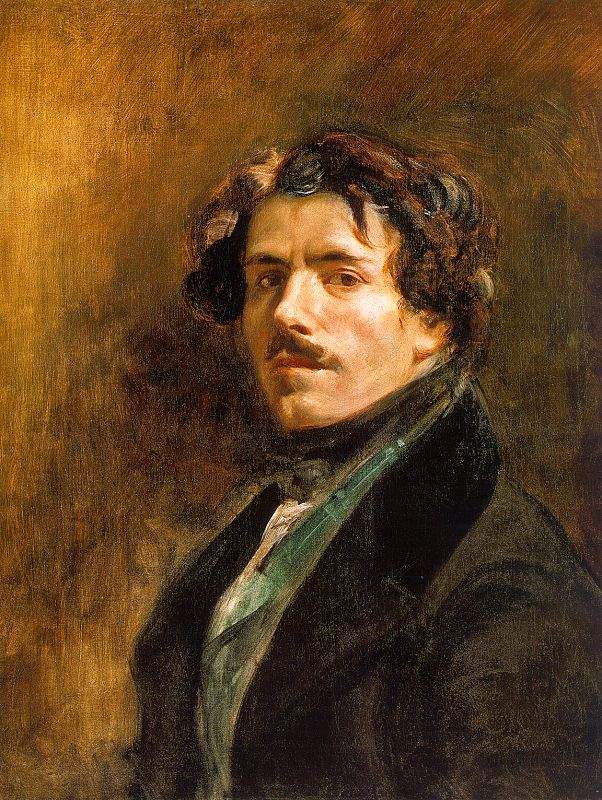
Eugène Delacroix, pictor francez
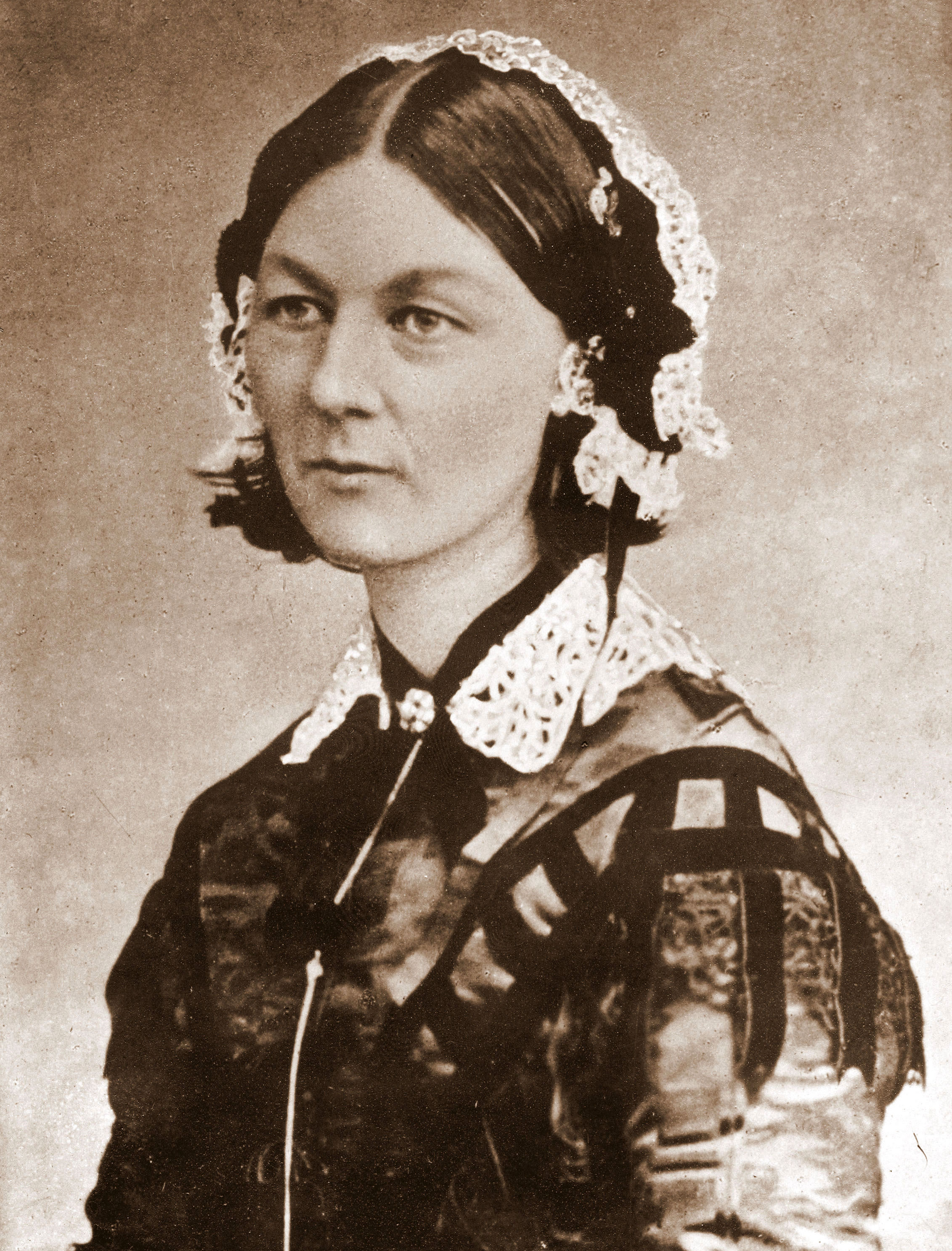
Florence Nightingale, infirmieră britanică
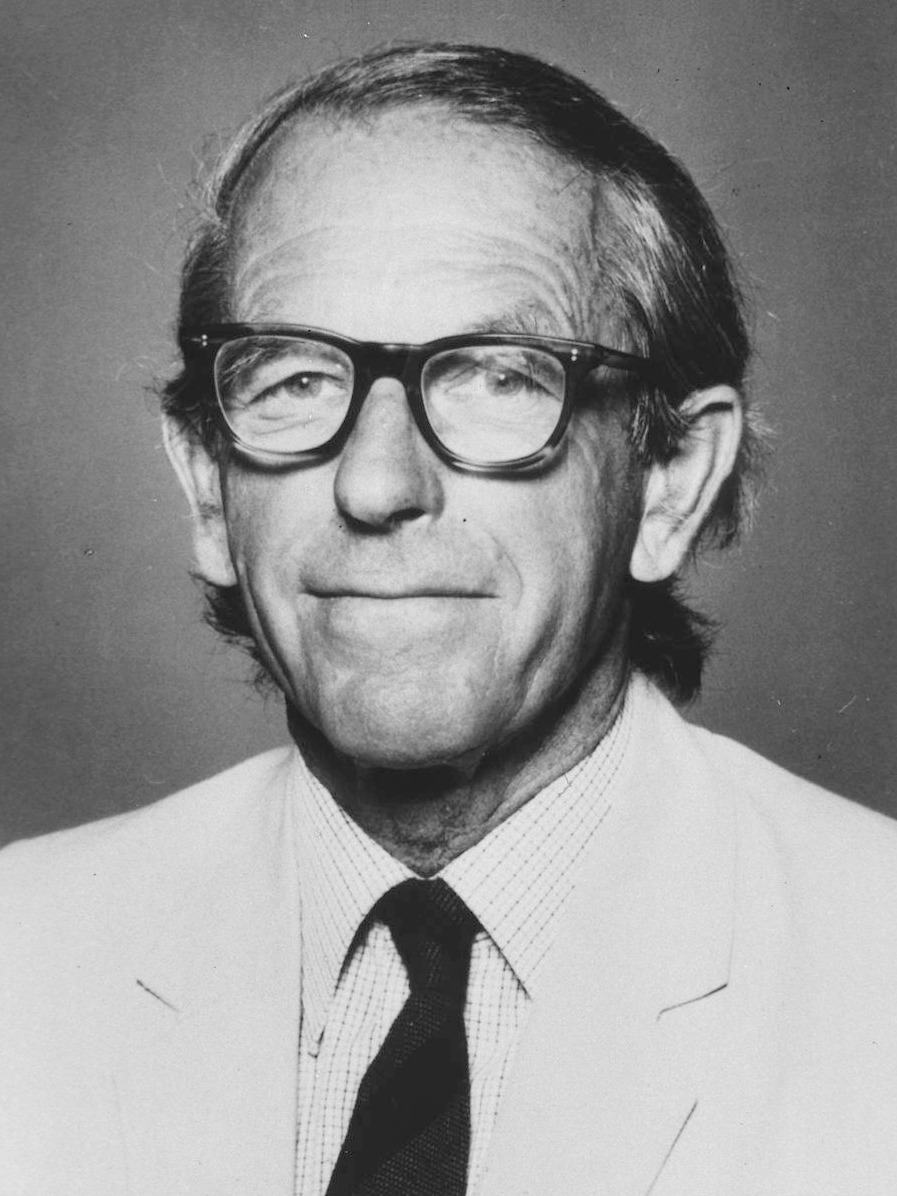
Frederick Sanger, biochimist britanic, dublu laureat Nobel

- 1912: Jules Emille Frederic Massenet, compozitor francez (n. 1842)
- 1917: Eduard Buchner, biolog și chimist german, laureat al Premiului Nobel pentru chimie în 1907 (n. 1860)
- 1917: Alexei Mateevici, poet român (n. 1888)
- 1918: Frederick Sanger, biochimist britanic, dublu laureat Nobel (n. 1888)
- 1946: Herbert George Wells, scriitor englez (n. 1866)
- 1980: Eqrem Çabej, lingvist istoric și cercetător albanez (n. 1908)
- 1998: Julien Green, scriitor american (n. 1900)
- 2001: Manuel Alvar, lingvist spaniol, membru de onoare al Academiei Române (n. 1923)
- 2004: Julia Child, bucătar profesionist american, autor și vedetă de televiziune (n. 1912)
- 2013: Octavian-Mircea Purceld, politician român (n. 1948)

## Sărbători
- Mutarea moaștelor Cuv. Maxim Mărt.; Cuv. Dositei (calendar ortodox)
- Ipolit de Roma (d. 235) (calendar romano-catolic)